# Споразум из Канагаве
Споразум из Канагаве (јап. 日米和親条約 "Nichibei Washin Jōyaku", енгл. Convention of Kanagawa) називан још и „Споразум мира и пријатељства“ био је први писмени договор између САД и Јапана, тада под владавином Токугава шогуната. Потписан под претњом силе САД, ступио је на снагу и окончао јапанску политику изолације „сакоку“, дугу 220 година отварањем лука Шимода и Хакодате за америчке бродове. Тим споразумом обећана је сигурност америчких грађана и утврђена позиција америчког конзула на тлу Јапана. Овај документ је први од многих који ће доћи за њим осигуравајући боље економске и дипломатске односе између Јапана и других западних земаља. 

## Изолација Јапана
Почетком 17. века, тадашња власт Јапана, шогунат Токугава одлучио је да подржи политику изолације од спољашњих утицаја других земаља. Узајамна трговина могла је доћи само од холандских и кинеских бродова и то стриктно само у Нагасакију под строгом контролом власти. Постоје два разлога за ову одлуку. Један је био из страха да ће западне земље под изговором ширења хришћанства искористити прилику да окупира Јапан и претвори је у колонију, што је био случај са неким другим земљама Азије. Други разлог за изолацију био је због забринутости да би трговина са западним земљама и нагомилавање богатства водило до уздизања даимјоа и свргавања Тогугава клана у владавини.
Почетком 19. века, политика изолације се налазила под изазовима, доводећи у сумњу њену корисност. Године 1844, краљ Холандије, Вилем II, послао је хитно писмо Јапану да сама оконча изолацију пре него што буде условљена да на силу то уради. Две године касније, Америчка експедиција предвођена комодором Џејмсом Бидлом долази до обале са захтевом да се искрца и да дозволи да се лука употреби за трговину али бива одбијен и послат назад у САД.

## Перијева експедиција
Недуго затим, 1852. године, Америчка морнарица је послала адмирала Метјуа Перија са својим бојним бродовима и дозволом америчког председника Миларда Филмора да затражи (па и под употребом силе) отварање граница према западним светом. Растућа размена између Америке и Кине, присуство америчких китоловаца у водама близу Јапана и жеља да се добије монопол над потенцијалним налазиштима руде, били су главни фактори за отварање граница Јапана. У то време Американци су били привучени идејом „Манифеста судбине“ и желели су да наметну западне вредности наспрам тада верујући „назадне“ културе народа Азије. Са јапанске тачке гледишта, учесталост странаца и иностраних бродова као и очигледну разлику у војној моћи, техници и наоружању био је забрињавајући фактор за јапанску феудалну владавину. Све што су до сада знали о напретку западног света био је преко малих холандских трговачких бродова а када су први пут видели бојну флоту комодора Перија дошло је расправе како најбоље решити проблем потенцијалне претње и удара на јапанску политику и економију.
Пери је 8. јула 1853. године стигао са четири пуно опремљена бојна брода у Урагу (део насеља у округу Канагава), и то у сам центар луке града Еда. Јапанска власт је тражила да своју флоту премести до Нагасакија која је одувек била главна лука за долазак странаца, али је Пери то одлучно одбио претећи да ако га не приме напасти Едо и ако је потребно спалити престоницу до темеља. Коначно, дозвољено му је да се укотли у Курихами где је 14. јула доставио писмо од Америчке владе. Након предаје писма враћа се за Америку са обећањем да ће се након истека одређеног временског периода вратити по одговор.
Постоје разне контроверзе које прате политику изолације и Перијево писмо влади обележавајући владавину Токугава шогуната. Сам шогун, Токугава Ијејоши умреће неколико дана после Перијевог доласка и наследиће га млађи и болешљиви син, Токугава Ијесада, остављајући доношење одлуке у руке савета старешина (Рођу) под вођством Абе Масахира. Абе је сматрао да имајући у виду технолошку предност Американаца, Јапану немогуће да се одбрани и не желећи да започне никакву пренаглашену акцију обраћа се писмено даимјоима за помоћ. То је био први пут да Токугава шогунат тражи да нека одлука буде донета јавном дебатом, што ће касније имате веће последице по власт јер су Јапанци тим поступком видели шогунат као групу неодлучних и слабих људи. Резултати дебате нису дали одговарајући одговор, будући да од 61 даимјоа, 19 је било за то да се прихвате амерички услови, а 19 против. Њих 14 написало је своју забринутост због могућег избијања рата, седам је продложило да им се дају само привремене уступке, а двоје је написало да ће прихватити све што буде одлучено од стране владе.
Пери се враћа у Јапан 13. фебруара 1854. године са дупло већом флотом него раније (осам бродова) показујући да неће отићи све док се споразум не потпише. Преговори су почели 8. марта и трајали су један месец. Јапанска страна је прихватила скоро све захтеве адмирала Перија са изузетком трговачког споразума састављеног по моделу који су САД имали са Кином, за који је Пери пристао да одложи за неко друго време. Главна полемика била је усмерена на то које ће луке бити отворене јер је Пери изричито одбацио Нагасаки да би на крају дошли до узајамног договора отварањем луке Шимода и Хакодате. Споразум је написан на енглеском, холандском, кинеском и јапанском у Канагави, поред места будућег града Јокохаме и званично потписан 31. марта исте године.

## Споразум из Кангаве (Споразум мира и пријатељства) (1854)
Споразум обухвата дванаест тачки договора: 
| Члан   | Опис                                                                                                |
| ------ | --------------------------------------------------------------------------------------------------- |
| § I    | Узајамни мир између САД и Јапана                                                                    |
| § II   | Отварање луке Шимода и Хакодате                                                                     |
| § III  | Пружање подршке америчким морнарима у случају бродолома                                             |
| § IV   | Договор да морнари бродоломници неће бити заробљени или на било који начин мучени у Јапану          |
| § V    | Слободу покрета за странце које ће привремено живети и радити у Јапану (са одређеним ограничењима). |
| § VI   | Дозвољава се трговина                                                                               |
| § VII  | Дозвољава се размена новца и трговинске трансакције.                                                |
| § VIII | Америка ће помоћи у одржавању монопола тренутне владе Јапана.                                       |
| § IX   | Јапан ће дати предност САД у свим преговорима које може имати са иностраним владама у будућности.   |
| § X    | Забрањује се америчким бродовима да користе било које друге луке осим Шимода и Хакодате             |
| § XI   | Дозвољава се отварање америчког конзулата у Шимоду.                                                 |
| § XII  | Споразум мора бити ратификован до 18 месеци од потписивања                                          |

Последњи захтев, дванаести члан, даје услов да се овај споразум мора ратификовати од стране председника САД и владајућег тела Јапана у року од 18 месеци. У то време, шогун Токугава Ијесада био де факто владар Јапана и није постојала ни најмања шанса да цар ступи било како у контакт са странцима. Имајући у виду тај услов Пери је склопио споразум са пуномоћником Шогуна, Хајаши Акиром, да би тек касније било додато у тексту, иако тада нерадо, "од стране цара Комеиа".
Споразум је званично ратификован 21. фебруара 1855. године.

## Последице споразума
Краткорочно гледано, обе стране су биле задовољне са договором. Пери је обавио свој примарни задатак да разбије јапанску сакоку политику изолације и на тај начин заштити грађане САД на тлу Јапана дајући им шансу да се без бојазни баве трговином и осталим пословима. Токугава шогунат је пак избегао да договор буде потписан лично од стране шогуна (или цара), па је потписан од стране пуномоћника тз. рођу-а, на тај начин избегавши одговорност и могућу војну интервенцију.
Временом је овај споразум водио до потписивања осталих споразума са Америком и западним земљама попут, "Харисовог уговора" потписаног 1858. године у Сан Франциску што је дозволио оснивање страних концензија, екстратериторијалне примене за странце, минималног пореза за извоз страних добара и др. Јапанци су указивали на неравноправност уговора које ће обележити период односа исток-запад и неповерења према странцима. Споразум из Кангаве је такође отворио ново поглавље у односима између других западних земаља, па ускоро бивају потписани разни уговори и споразуми са Великом Британијом (Енглеско-Јапански споразум о пријатељству – октобра 1854.), Русијом (Споразум из Шимоде - 7. фебруара, 1855.) и Француском (Уговор о миру и трговини између Француске и Јапана - 9. октобра 1858).
Данас гледано, овај уговор је имао доста последица на јапанску феудалну власт тако што је ослабила владавину шогуна и променила начин живљења њених грађана. Долазак странаца и вођење политике према новим променама довела је до настанка покрета „Сонно џои“ што је на крају проузроковало смену владавине и довела до Меиџи обнове.

## Место потписивања
За споразум и преговоре је наменски направљена кућа у Јокохами која данас има сврху Историјског архива Јокохаме. 